# Jabin
Jabin (hebräisch יָבִין, entweder von hebräisch בנה bnh, „Gott baut/schafft“ oder hebräisch בין bīn „der Einsichtige/[Gott] nimmt wahr“) ist eine Person aus dem Alten Testament der Bibel. Als König der Kanaaniter residierte er in Hazor. 

## Biblischer Bericht
Nach dem Buch Josua wurde die Stadt Hazor bereits bei der Landnahme der Israeliten unter  Josua, dem Sohn Nuns niedergebrannt und der König Jabin von Josua erschlagen. König Jabin kämpfte zusammen mit Jobab, dem König von Madon, Schimron, dem König von Achschaph und weiteren Königen gegen die Israeliten (Jos 11 ).
Ein weiterer Jabin wird im Buch der Richter (Ri 4 ) erwähnt, dessen Berichte zeitlich später angesiedelt sind. Danach unterdrückte er nach dem Tod des Richters Ehud durch seinen Heerführer Sisera die Israeliten zwanzig Jahre lang. Auf Anraten der Prophetin und Richterin Debora und in ihrer Begleitung zog Barak mit 10.000 Mann auf den Berg Tabor und von dort an den Bach Kischon, wohin Sisera mit 900 Kampfwagen und seinem ganzen Heer ihm entgegen gezogen war. Die Truppen der Kanaaniter wurden bis zu ihrem Stützpunkt in Haroschet-Gojim verfolgt und vollständig vernichtet.

## Bewertung
Bei den „Kanaanitern“ handelte es sich eher um einen Verbund von Stadtstaaten als um ein einheitliches Großreich. Da der König und seine Residenz im zweiten Bericht lediglich als Hintergrund dienen, könnte es sich hier um eine Fiktion handeln, um den Anspruch der Autoren des Richterbuchs auf ein israelitisches Königtum zu untermauern, doch im Buch Josua wird Jabin nicht als „König der Kanaaniter“, sondern als „König von Hazor“ bezeichnet.